# Банчићи (Љубиње)
Банчићи су насељено мјесто у општини Љубиње, Република Српска, БиХ. Према попису становништва из 2013. у насељу је живјело свега 43 становника.
Становници овог села су познати по дуговјечности, па је село Банчићи познато и као „Село стогодишњака”.

## Географски положај
Село Банчићи смјештено је од 42° 58' до 41° 60' сјеверне географске ширине и од 17° 57' до 18° 3' источне географске дужине од Гринича.
Банчићи су смјештени на Банчићкој површи која се налази између Поповог и Љубињског поља. Банчићку површ с југа окружује Попово поље, а с истока Љубињско поље, те становници из Банчића имају обрадиву земљу и у Попову и у Љубињском пољу.
Од Банчића према западу и југу је Хумина, коју неки називају и доњом Херцеговином, са измијењеном медитеранском климом. Источно и сјевероисточно од Банчића су Рудине, које називају и горњом Херцеговином, са континенталном климом. Тако да се Банчићи налазе између доње и горње Херцеговине, тј. између Хумине и Рудине.
Од Банчића према југоистоку, југу и југозападу, на удаљености од 22 до 42 км ваздушне линије, простире се Јадранско море са приморском климом. Од Банчића према југоистоку, око 36 км ваздушне линије, удаљен је Дубровник, јужно око 22 км Слано, југозападно око 31 км Неум, западно око 42 км Плоче, око 30 км Метковић. Са узвишења око Банчићке површи-Липнице (1067 м), Пјешивца (951 м) и Плочника (754 м) види се Јадранско море, од кога су релативно мало удаљена.
Банчићку површ окружују ниже планине : с југа Пјешивац (951 м), Липница (1067 м), југоисточно Радовиња (932 м). Иза њих су средње планине. Према југу, око 13 км ваздушне линије је Бјелашница (1296 м и 1396 м), југоисточно око 15 км је Илија (1338 м), источно око 14 км Радимља (1138 м), око 17 км Ситница (1419 м), око 20 km Видуша (1328 м), према сјеверу око 14 км Хргуд (1110 м). Високе планине су према сјеверу, око 40 km Вележ (1969 м), око 65 км Трескавица (2087 м), око 62 km Зеленгора (2032 м) – са планинском климом.
Захваљујући овом географском положају, Банчићи се налазе између приморске, измијењене медитеранске, континенталне и планинске климе. Мијешају се три климе: измијењена медитеранска, умјерена континентална и планинска клима.

## Геолошки састав
Цијела Банчићка површ изграђена је од крединих и еоценских кречњака, динарског правца пружања слојева. Има нешто и еоценског флиша у Доловима, засеок Прскање. То је прави љути крш. Знатне површине представљају љути- тако се зове велики крш гдје су наслагани и поређани блокови кречњака, тако да се држи један за други, или непроходни крш уопште. Такав терен је на више мијеста у селу Банчићи, и то: Љут, Крекавице, Плоче, Парића љут, Перостине итд. Површина стијена избраздана је шкрапама оштрих чебеља, који се овдје зову шкрипови. Пролаз ван стаза је веома тежак. Шкрапе или шкрипови су дубоке, па понегдје прелазе у вертикалне јаме, неколико метара дубине. С обзиром на геолошки састав, површ је јако карстифицирана, пуна вртача и долова.
Предио према Перостинама (село Пустипуси) представља ботињави крас, у ком су изражени сви крашки облици и скоро је непроходан. Већина вртача има пречник 20-30 м па и више. Неке су љевкасте, а неке дубоке. Веће вртаче зову се долови. Тло дна вртача састављено је од црвенице (тераросе) или растресите црнице настале од хумуса.
На терену засеока Прскање налази се мала синклинала (вала) која је на геолошкој карти означена као еоценски кречњак. Ту се налазе слојеви иловаче и доломита, у подлози, па је терен вододржив. Овдје се налазе бунари у којим је вода пишталина.
На више мијеста има пијеска, који је негдје бијеле негдје црвене боје, а народ га назива пржином и употребљавао се за прављење кућа. Налазишта пијеска била су код Меког Дола, Мосуре, Долова на Прскањама итд.
На површи нема руда, па чак ни боксита, што би се могло очекивати. Кречњаци су сиромашни са рудним благом.
Становници Банчића су од овог камена правили кревете на којима се сједило и ноћи спавало. Каменом су се патосиле куће, а на патосу би спавала породица.

## Морфологија рељефа
Банчићка површ широка је од Липнице (1067 м) до Радовиње (932 м) чије одстојање износи око 5750 м; од Пјешивца (951 м) до Дренове главе (657 м) око 4150 м; од Вјетрина брда (698 m) до Плочника (754 м) око 2500 м; од Голог брда (641 м и 596 м) до Озренца (606 м) око 3250 м. Дужина Банчићке површи од Радовиње (932 м) и Липнице (1067 м) до Фестића, Бурмаза и Голих брда износи око 11000 м. Банчићка површ се од југоистока спушта ка сјеверозападу. Тако на југоистоку код Обзира износи 754 м надморске висине, код Пустипуха 621 м. Од Пустипуха (621 м) преко Перостина и Стајчића махале(613 м), првог засеока села Банчићи, у дужини од око 2 км, подручје је прекривено безбројним вртачама и шкриповима. Ово је прави љути крас који према југозападу прелази у подручје Влака, гдје је терен равничаст, прекривен ситним кречњачким плочицама. На овом подручју многе вртаче су искрчене и ограђене сухозидином и претворене у обрадиве долине. Веће вртаче по површини зову се долови.
Банчићка површ повезана је са једном долином ка Приморју и Јадранском мору. На југу од Банчићке површи та долина почиње у Сланом на Јадранском мору и прелази преко Ораховог дола (291 м), Чешљара (258 м), Завале (296 м), Попова поља (239 м), Струјића (389 м), Котеза (423 м), Ржаног дола (580 м), Војске њиве(620 м), села Банчића (600—400 м), Бурмаза (325 м), Бјелојевића (251 м), Хутова Блата (2 м), долине Неретве, од Метковића до Плоча и Јадранског мора на западу.
Овом долином од Сланог, са југа, дувају јужни вјетрови, а од Плоча са запада-маестрал. И један и други вјетар доносе морске ваздушне масе до Банчићке површи. Јужни вјетрови дувају у јесен и прољеће, рјеђе зими, а западни вјетар-маестрал- дува љети у поподневним часовима.
Наведеном долином допире и утицај приморске климе, што се види и на вегетацији, па од запада у Невешу, и све до засеока Подгреде, нарочито по центру Банчића има самониклог шипка, смокве и клеке, носиоца приморске климе. На јужној страни Банчића по Крушеву брду, Лисцу, Пјешивцу, Липници, има доста кадуље.
Ове надморске висине од 400 до 600 м најподесније су за људски организам. Рељеф Банчићке површи прекривен је вртачама, долинама, доловима, бреговима, вјеначним брдима и планинама. То је рељеф од равнице до планине који одговара према висини и облику људском здрављу и оку.
Присојна страна увијек је топлија, умјерена и подесна за људски организам. У обичном говору горштаци кажу: „Челичимо се идући с брда на брдо. Ко хода нашим брдима не може бити болестан. У ходу преко стијена ради сваки мишић човјечијег организма. То је здравље. Дођи, проходај и увјери се.

## Климатске погодбе
На климу Банчића утиче близина Јадранског мора, геолошки састав, рељеф и надморска висина.
Од Јадранског мора Банчићка површ удаљена је 22 км ваздушне линије. Ваздушне масе од Јадранског мора продиру долинама од Сланог преко Ораховог дола (291 м), Завале (296 м), Попова поља (239 м), Струјића (389 м), Ржаног дола (580 м), Војске њиве (620 м), с југа до Банчићке површи (600—400 м). Дјелимично продиру и преко Дубровачке жупе, Шуме требињске, Попова поља до Банчићке површи. Од запада ваздушне масе продиру од Јадранског мора преко Плоча, уз долину Неретве, преко Метковића, Хутова блата (2 м), Бјеловића (305 м), Бурмаза (325 м), уз Банчиће (400—600 м). Ваздушне масе с мора продиру и од Неума преко Граца, Хутова, Храсна, уз Банчиће са запада. Медитеранска клима има средње годишње температуре ваздуха од 15,5 °C до 16,5 °C.
Подручје Хумине издиже се до 400 м надморске висине. Хумина се простире око доњег тока Неретве, око Чапљине, преко Дубрава, Поплата, Хутова блата, Бјелојевића, Бурмаза, Храсна, Попова поља, Требињског поља... Хумина опасује Банчићку површ са запада, сјеверозапада и југа. На подручју Хумине изражен је велики утицај медитеранске климе, то говоре и средње годишње температуре ваздуха од 14 до 15,5 °C. То је подручје измијењене медитеранске климе.
Подручје Рудине издиже се од 400 до 800 м надморске висине и налази се са центром око Билеће. Рудине се простиру источно од Банчићке површи. И ту се осјећају утицаји медитеранске климе, али знатно слабије него у Хумини. Ту се средња годишња температура ваздуха креће од 12 до 13 °C. Ово је подручје континенталне климе.
Планински вијенци, испресијецани долинама, према Јадранском мору пружају се правцем од југоистока према сјеверозападу и почињу од југа Бјелашницом (1296 м), Илијом (1338 м), преко Врањака (1073 м), Липнице (1067 м), Пјешивца (951 м), Илине главе (804 м), Вјетрена брда (698 м), Крушева брда (692 м) и на западу завршавају Црноглавом (572 м)и Жабом (953 м), спречавају ваздушним масама превише засићеним влагом у јесен и прољеће, од Јадранског мора, да допру до Банчићке површи. Планински вијенци спрјечавају и јаке јужне вјетрове који губе јачину док допру на Банчићку површ.
Планински вијенци из правца југоисток-сјеверозапад који почињу од југоистока Радовињом (932 м), према сјеверозападу настављају Дреновом главом (657 м), Градином (667 м), Плочником (654 м), Озренцем (606 м) задржавају и ублажавају хладне ваздушне масе које долазе у току зиме из унутрашњости континента са југоистока, сјевероистока и сјевера. Хладни сјеверни вјетар, који дува зими с високих планина од Вележа, разбија се од Плочник (754 м) и његова хладноћа и јачина се ублажује. На подручју од 800 м надморске висине па до високих планина, изражена је планинска клима чије средње годишње температуре ваздуха износе 9,0 °C.
Клима Банчићке површи специфична је, у односу на остале површи у нашој земљи. Резултат је њеног географског положаја, геолошког састава, надморске висине, експозиције изложености рељефа према циркулацијама ваздуха, вегетационог прекривача и других фактора, који имају знатног утицаја на микроклиматске особине ове површи-са измијењеном медитеранском, умјереном континенталном и планинском климом.
Физиолошки дјелује клима Банчићке површи:
- саставним дијелом атмосфере, садржајем кисеоника, озона, радиоактивне емонације и смањењем притиска;
- чистоћа ваздуха без прашине, влаге и магле;
- обиљем сунца и свјетлости, те нарочитим саставом свјетла;
- измијењеном медитеранском, умјереном континенталном, брдско планинском климом, као продуктом свих метеоролошких елемената.
Продукт свих ових елемената је здравље и дуговјечност, те није без разлога ово село сматрано селом стогодишњака и ваздушном бањом.

## Хидрографија
Моћне наслаге крединих и еоценских кречњака, огољеле на великом дијелу своје површине, пружиле су услове дејства крашке ерозије. Огромне количине воде које у току јесени и зиме падну по брдима, губе се дуж мањих и већих пукотина у кречњаку, одмах или послије краћег површинског тока. Нигдје на контакту се не јављају извори, то је потпуно безводан крај. У читавим Банчићима нема ни једног извора живе воде. На подручју Долова (Прскање) је еоценски флиш. Слојеви глине и доломита задржавају воду и кад се ископа рупа ту се јавља пишталина. Притицање воде је вододрживим слојевима са стране. У Доловима на Пскањама прва је направњена локва Јавич. Према предању, локву су правили Грци. Према научним доказима, локве у овим крајевима су правили Римљани за вријеме њихове владавине. То је било у другом и трећем вијеку наше ере. У Горњим Банчићима има локва Мосура. Врло је стара. Према начину градње, правили су је исти мајстори који су правили Јавич, што значи да би могла бити из истог периода. Осим ових јама, на Банчићкој површи има и бунара, за неке се сматра да су такође из времена Римљана, а у новије вријеме и чатрња за воду, те нема безводице.
На Банчићкој површи нема ријека ни потока.

## Вегетација
Банчићка површ је типичан херцеговачки крш. Површине су подијељене на обрадиву земљу у вртачама и доловима, окрајке гдје се коси трава, ограде окружене сухозидином гдје се чува трава за јесен, пашњак у брду. Ова пространа површ прекривена је крашком шумом (carpinetum orientalis). Ту има читав низ субмедитеранских дрвећа. Најважнији је храст китњак (Qversus sessilis), храст медунац (дуб) (Qversus pubescens), црни јасен (Fraxinus ornus), бјелограбић (Carpinus orientalis), црни граб (Ostia carpinifolia), кљен (Aser camprester), тренсла-рашељка (Prunus mahaleb). Око долина и по окрајцима налазе се стабла дријена (Cornus mas) који цвјета жутим цвијетом и први оглашава прољеће. Плод дријена је дрењина, од које се прави сок, пекмез, али се пече и ракија дрења, специјалитет овог краја. Пашњак читавог брда од Дренове главе преко Љути, Плочника, Озренца, Метериза, Крушева брда, Вјетрина брда, Крекавица, Градине, Вијенца и Пјешивца, прекривен је шибљем зановети(Cytisus ramentaceus), а називају је и тилавина (Peteria romentacea). Кад процвјета зановет у мају, Банчићка површ постане башта по којој лети безброј пчела. Мед од зановети је изузетно љековит, а месо, млијеко и сит стоке која пасе на овим пољима, изузетног квалитета.
Понегдје се може наћи по које стабло руја (Cotinus cocygria), чибуковине (Viburnum lantana), трна (Crotaegus monogina), црног трна (Prunus spinosa), купине (Rubus fructicosus), драче (Paliurus aculeatus), зове (Sambusus nigra), кошћеле (Caeltus australis), липе (Tilia argentea i Platyphyllos), лијеска (Corylus avellana), кадуље (Silvia oficinalis).
Вријесак (Callina vulgaris) се налази по цијелој Банчићкој површи. За мед од вријеска пчелари кажу да је изузетно здрав, и тражен је на тржишту.
Може се наћи и по који жбун смиља (Helichrysum italicum), и бухача (Pyrethrum cinerorutalim), кукуријека (Heleborus niger), зумбула (Hiacintus dalmaticus), риђобрада (Crizopogon grilus) итд. Ту је и трава ива (Teucrium montanum), што „од мртва прави жива”, те и стално зелени бршљан (Hedera helix).
Интересантно је поменути и неке воћке које успијевају на Банчићкој површи. Скоро свако домаћинство има по неколико стабала трешања (Prunus avium). Ту су и самоникле шљиве које добро роде. Око кућа има црних(Morus nigra) и бијелих (Morus alba) мурава. Свако домаћинство има по који орах (Juglans regija), јабуку (Malus comunis). Могу се наћи и самоникле смокве (Ficus carica) и самоникли шипак (Punica granatum). Такође, успијева и винова лоза на одрњама.
Пролазећи кроз село Банчиће, у току зиме, сваком путнику скрене пажњу један дуб који је стално зелен, и љети и зими. Дуб се налази под Мосуром. Стабло је високо 10 метара. Према научним истраживањима, ово је мјешанац македонског храста (Qvercus macedonica) са цером (Qvercus ceris). Ово зимзелено стабло нема никад плодова, а нити се може примити калемљен.
На обрадивој земљи Банчићке површи узгајали су се раж и јарик, а било је и пшенице и јечма. Од поврћа успијева кромпир, зелени купус раштика, бијели купус, бијели и црни лук, пасуљ, репа, блитва итд. Узгајао се и дуван.
Битно је нагласити да је вегетација Банчићке површи умногоме нарушена у периоду од 2003. године до данас, као последица честих љетњих пожара на овом подручју. Најгори талас пожара у овој области десио се 2017. године, када је велики дио Банчићке површи изгорио и уништен.

## Дивљач на Банчићкој површи
Дивљач је саставни дио природе и њен најљепши украс. Банчићка површ је богата дивљим животињским врстама, од којих се могу истаћи: вук или курјак (Canis lupus L), дивља свиња (Sus serafa), зец (Lepus europaeus), лисица (Vulpes vulpes L), јазавац (Meles meles L), куна белица (Mortes Foina L), јаребица камењарка (Alektoris greaca L), дивља гуска (Anser anser), дивљи голуб (Columba livia L), сива врана (Corvus cornix L), гавран (Corvus corax L), орао крсташ (Anguila heliaca ), јастреб кокошар (Accipiter gentilis L), ћук лулавац (Otus seops L).
Приридно станиште ове дивљачи је знатно нарушено утицајем великих љетњих пожара од периода 2003. године до данас.

## Стална насеља и тип села
Село Банчићи настало је спајањем стаја у стална насеља. Првобитно је то било траварско мјесто. У селу Банчићи насељем се сматра више кућа на окупу. Иначе, у Банчићима се разликовало село и махале, које могу бити и близу, и удаљене једна од друге. Село је било економска, географска и правно социјална јединица, а махала није то била. Село има свој атар, међе и заједничку имовину, па и своју управу, а махала је издвојени скуп кућа чији становници припадају обично једноме роду.
У селу Банчићи су следеће махале:
-Стајчића махала је смјештена на надморској висини 613 m. Овдје су породице Стајчићи, Богдановићи, Рудани и Ербез.
-Радолов До се налази на надморској висини од 600 m. Овдје су породице Бетегало, Парићи и Бабаљи.
-Подгреда се налази на 570 м надморске висине. Смјештена је под кречњачком гредом на југоисточним падинама Плочника. Овдје је породица Јањић.
-Михићи се налазе на 570 м надморске висине. Одавде су Михићи.
-Центар села је бивша зграда Осмогодишње школе и продавница, на надморској висини од 560 м, која се налази на Селиштима између засеока Михића и Меког Дола.
-Меки До се налази на надморској висини од 550 м. Овдје су Јањићи.
- Мичете се налазе на 560 м надморске висине. Овдје су Мичете.
- Љут је смјештена на надморској висини од 610 м. Овдје су породице Рудан и Шкорић.
-Шехићи се налазе на 560 м надморске висине. Овдје је породица Јањић.
- Ждријело је смјештено на надморској висини од 609 м. Овдје су породице Шкорић и Бабаљ.
-Пелке су смјештене на надморској висини од 590 м. Одавде је породица Пелко.
- Околишта се налазе на 470 м надморске висине. Махала је подијељена на Рудане и Будимчиће.
-Прскање су смјештене на 510 м надморске висине. Одавде је породица Рудан.
-Невеш је смјештен на надморској висини од 400 м. Овдје су Јањићи.

### Тип села
Банчићи су типичног крашког типа. Куће су смјештане око вртача са обрадивом земљом. Махале су разбацане и удаљене једна од друге. Кућа су прављене од камена. Раније су зидане сухозидином, са пенџерима и вратима. Покриване су плочом од кречњака или кровом од ражи. Сваки засеок још има таквих кућа. У кући је било огњиште на коме се ложи ватра. Крај огњишта је кутара за луг и пижул за оставу, тркља за сушење обуће кад је киша. Изнад огњишта висе вериге објешене о греду. Око огњишта су камени кревети на којима се сједи и спава. Доле је патос од камена, а на гредама черјен од прућа у којем стоји жито са оплетеним кошевима од прућа и облијепљеним балегом. На пантама се сушило месо. Зидови нису обљепљивани малтером. Код врата би било бурило у коме је била вода за пиће. У неким кућама је био и жрван за мљевење жита. На крову је оџак. Свака кућа има по једна врата. Кућа са огњиштем се звала стајаћа кућа. Прије је поред куће било авјат гдје се остављала опрема и гдје се спавало. У периоду 70-тих и 80-тих година 20. вијека, куће су се зидале каменом и малтером, са прозорима и вратима. На гредама је био таван од даске, покров од цријепа. У овим кућама зидови су омалтерисани и окречени, патос попатошена каменим патосом. У том периоду, скоро свака кућа је имала и собу озидану зидом од камена и малтера, лијепо окречену. На зидовима су прозори и врата, а под и плафон од даске. Покров од цријепа. У соби је била пећ за гријање, дрвени кревет, сто, столице, и сандуци са одјећом. Ако је кућа била на спрат, то се звао чардак. Неке куће су имале и подруме. Прије се свијетлило зубљом, па лучи, касније лојаном свијећом, лименом лампом са газом и ширитом, стакленом лампом са цилиндром, газом и шпиритом, а на крају 1969. године свака кућа у селу Банчићи је добола електрично свјетло. Поред кућа за становање, за оставу хране и одјеће, постојале су зграде за стоку и за друге потребе, а то су били јањило (за ситну стоку) и појата (за крупну стоку). Обично су куће имале авлију која је била поплочана. Понегдје се кућа која је имала двориште, зграде, вртове и окућницу, звала акар.
Оштећене зубом времена и прохујалим ратом, данас су многе куће на селу Банчићи, ако нису насељене или посјећиване често, оштећене или чак и порушене.

## Становништво
|             | 2013.       | 1991.        | 1981.        | 1971.        | 1961.        |
| Укупно      | 40 (100,0%) | 113 (100,0%) | 227 (100,0%) | 329 (100,0%) | 403 (100,0%) |
| Срби        | 39 (97,50%) | 105 (92,92%) | 191 (84,14%) | 302 (91,79%) | –            |
| Хрвати      | 1 (2,500%)  | –            | –            | –            | –            |
| Бошњаци     | –           | 8 (7,080%)1  | 13 (5,727%)1 | 21 (6,383%)1 | –            |
| Југословени | –           | –            | 20 (8,811%)  | 1 (0,304%)   | –            |
| Остали      | –           | –            | 3 (1,322%)   | 3 (0,912%)   | –            |
| Словенци    | –           | –            | –            | 1 (0,304%)   | –            |
| Албанци     | –           | –            | –            | 1 (0,304%)   | –            |

1. 1 На пописима од 1971. до 1991. Бошњаци су пописивани углавном као Муслимани.

## Привреда
Житељи села Банчићи су се бавили земљорадњом, воћарством, сточарством,пчеларством.

### Земљорадња
Обрађивана је земља око куће, која се звала башча или врт. Осим земље у Банчићима, сељани су имали земљу и у Поповом и Љубињском пољу. Сва обрадива земља се обрађивала. Земља се орала дрвеним лијесом, дрвеним прљем или гвозденим плугом. Користили су и жељезне копачице за окопавање кукуруза. Земљу су орали воловима. У Банчићима се од житарица узгајало: јечам, раж, пшеница, слата, кукуруз, просо. Од повртарског биља узгајао се: кромпир, лук, љутика, бијели купус и купус раштика који је зелен цијеле године, репа, радаква, тиква, пасуљ. Од сточног биља дјетелина, а од индустријског дуван. На Банчићкој површи узгајао се изузетно квалитетан херцеговачки дуван, а годишње се садило и 7 000 до 10 000 струка дувана.

### Воћарство
Воће се гајило у малим количинама. Природно самониклих дренова има много стабала и дрењине добро рађају. Од осталог воћа, на подручју Банчића може се наћи и смоква, трешња, вишње, јабуке, крушке, дуње, шљиве, ораси.

### Сточарство
Банчићи су првобитно катунско насеље. То је био сточарски крај и стоку је држало свако домаћинство. Од ситне стоке држале су се овце и козе, а од крупне краве, коњи, волови.
Од овчијег и козјег млијека се производио сир, а месо се користило у исхрани. Овчија вуна се користила као основна сировина за израду свих текстилних предмета. Овце су се шишале једном у години, и то у прољеће, вуна се затим прала, затим чешљала гребенима, а потом прела на преслици-куђељи. Овакав процес обраде вуне је био потребан да би се добила нит, са којом се ткало на стану или разбоју. Ткали су се вунени ћилими, руте, серџаде, губери, бичаљи -чобански огртачи који су служили за одбрану од кише и снијега, арари за ношење жита, чарапе, џемпери, те дијелови ношње који су били од вуне.
Волови су служили као теглећа, а коњи као теглећа и товарна стока.
Свиње су се хранле у малом броју, држали су их само имућнији домаћини. Храњене су домаћим житом и казалацом, и имале су врло укусно месо. Храниле су се и кокоши.

### Пчеларство
Пчеларство је још увијек заступљено у селу Банчићи. Захваљујући клими, успијева велики број медоносних биљака, те пчелари производе изузетно комплексан и квалитетан мед.

## Народна ношња
Народна ношња овог дијела Херцевине одликује се ручним радом, везовима, накитима.

### Женска ношња
Женска ношња је била дуга ланена кошуља, кројена изједна, са везом на рукама и прсима. На кошуљу напријед се стављао опрегаљ. Зимска хаљина је била исткана од бијеле раше и онда изваљана у ступама као бијело сукно. И дјевојке и жене носиле су бијеле хаљине до земље спучене кукцима од жуте мједене жице од врата преко груди, до појаса. На прсима око кукаца био је вез и на рубу рукава око шаке и на скутима. Хаљина се опасује тканицом. Вез је везен свилом или концем од вуне у разним бојама. Преко хаљине се носила и ћурдија, која је била од чохе или сукна клашње. Чохане ћурдије су украшаване срменим везом, док су сукнене везене вуном и свилом у разним бојама, али само по рубовима. Ћурдије су биле црне боје, обојене у карабоји и јасеновом листу. На хаљину напријед је стављан опрегаљ откад или обојен црном или плавом бојом, са ресама на дну. До тијела су били гаће, бијеле пеленгаће, од појаса до испод кољена. Ткане су од танке раше. На ногама, од кољена до пртију су чарапе, плетене на једну иглу, у свим бојама, шарене. Главна обућа су били опанци наопућени опутом. Жене су на глави носиле црвену капицу, а преко ње четвртасту бијелу мараму. Дјевојке су на црвеној капици имале киту од модре свиле, која је висила поред лица до рамена. Дјевојке су носиле капицу без мараме и на њој понекад ките од пауновог перја или свиле. За младу је био карактеристичан накит на глави, звани „ков”, затим „обеци” и „плете” од старог новца на плетеницама. Дјевојке су на прсима носиле талијер, а на глави тилсум и укошњаке.

### Мушка ношња
Стара мушка ношња имала је ланену кошуљу широких рукава, мало везену око врата и рукава. Црвени џомадан без рукава везен гајтанима по рубовима или фермен и јечерма (ђечерма) са токама. Гуњац за зиму од сивог, смеђег или црног сукна, дугих рукава, украшен црвеним гајтанима. Мушкарци су носили шалваре откане од раше, црне или модре боје, украшене црвеним гајтанима око џепова, рубова око кољена и појаса. На врху шалвара, куда се увлачи свитњак за везање, обично је било црвено платно од лана. Каница откана у свим бојама опасавала се око појаса. Око појаса се опасавао и кожни силах. На глави су мушкарци носили дубоку црвену капу „абељачу”, а око ње се омотавао црвени вунени шал. На ногама су носили тозлуке од бијелог сукна скопчане кукцима од жуте мједене жице. Ношене су и кратке шарене или бијеле чарапе на простриж или кукац. Опанци су били на преплет, ситно оплетени опутом, карактеристични по лијепој изради. Опанци су од говеђе коже, наопућени опутом. Послије 1875. године утицала је црногорска ношња, па су многи мушкарци носили заврату.
Жене су користиле шарени гуњ, откан на стану од вуне и шаран бијелим и црним пругама. На рубу је имао ресе. Служио је за огртање по хладном и кишовитом времену. Уз гуњ се носила и кокуљица изваљана од бијеле вуне, и стављала се на главу кад пада киша.
Чобанска кабаница, бичаљ, носила се по хладном и кишном времену. Откана је од црне вуне, има дуге бичеве до 10 cm, ресе са лица, тако да се киша слијева са њих и не кваси одијело чобана. Са бичаљем се носила и посебна кукуљица изваљана од бијеле вуне.
Првобитни облици народне ношње настали су у вријеме натуралне привреде и просте робне производње, кад су жене саме прерађивале вуну или лан, ткале платно или сукно, кројиле ношње, бојиле и везле. Развојем новчане привреде и фабричке производње наступиле су промјене и у народној ношњи, која је губила своје старинске карактеристике. Стара ношња је нестајала, а конфекција је замијенила. Данас се дијелови, а ријетко комплетна ношња овога краја може наћи само у музејима и на етно поставкама.

## Споменици из прошлости
Бројни су трагови што су их оставили некадашњи становници села Банчићи.
Пошто је утврђено да гомиле припадају Халштанском добу или Илирима, 2000 година прије нове ере, те и гомиле по Банчићима припадају томе добу. Гомиле и градине су видни остаци праисторијских становника. Све гомиле налазе се по хатарима села, те у њиховом размјештају нема никаквог распореда. Највише гомила има око засеока Меког дола и Михића. Велика је размјера гомила у хатару Михића, на мјесту Плочама. Њена висина износи око 8 м, а пречника око 20 m. Велика је и Дилчина гомила на Салаштима. Тешко је наћи неко узвишење у селу, а да се на њему не налази гомила. На највећем врху Пјешивцу(952 m) има гомила. Неке гомиле служиле су за зборишта, неке су означавале правац пута, неке за одбрану, а неке као гробови. Касније су поред гомила настала и гробља.
За вријеме Римљана Љубињско и Попово поље било је насељено. Банчићи се налазе између њих, и ту су били љетњи станови сточара. Локва Мосура и Јавич и дубоки бунари у Срђевицама, код Дупља и Омеђинама, прављени су римским стилом градње из трећег и четвртог вијека наше ере.
Остаци од становника у средњем вијеку су стећци. Стећака има у Михића, Јањића гробљу, Дупљама, Доловима итд.
У Михића гробљу налази се некропола од 11 стећака, од чега 8 у облику сандука, а 3 у облику крста са плочама. Споменици су постављени по правцу запад-исток. Украшена су 3 сандука и 3 крстаче. Украси су бордуре, розете, фриз, кружни вијенци, приказ руке до лакта са прстима, јабуке, аркаде, капител стубови.
Некропола у Јањића гробљу код школе у Банчићима има 16 стећака, од чега 3 сандука и 13 плоча, постављених по правцу запад- исток. Украшене су 2 плоче и 2 сандука. Украсни мотиви су паралелице, штит, мач, розете, стилизовани крст, ребра, лозица са тролистовима итд.
Некрополе стећака на Банчићима настале су у 15. вијеку.
У Михића гробљу на Банчићима налази се споменик који је 1926. године израдио Јован Михић. На споменику од кречњака приказани су рељефни мотиви: гусле, голуб, грожђе, црква, кандила, мајстор клеше, жена преде, носи воду из чатрње, гони краву, орач оре, жање, креше грм, чува стоку, поји на локви, народна ношња, орао у гнијезду и војник чува стражу. Мајстор Јован је мотивима на овом споменику рељефно приказао живот и рад свога времена и оставио генерацијама послије себе да се диве.
У Банчићима код зграде некадашње основне школе, налази се споменик палим борцима и жртвама фашистичког терора 1941-1945, који је подигао народ овога краја.

## Туризам
Село Банчићи је познато као село стогодишњака, а један од фактора дуговјечности јесте клима. У току је реализација пројекта изградње специфичног здравствено-рекреативног центра „Вадушна бања”, на мјесту некадашње школе у центру села.
Једна од посебних занимљивости овог села, поред некропола у Михића и Јањића гробљу из 15. вијека, и локава Мосура и Јавич, јесте и храст који је цијеле године зелен. Постоји вјеровање да је испод овог храста, у његовом хладу, одмарао Свети Сава, и да је у знак захвалности, што му је пружио одмор и хлад, благословио храст да буде стално зелен. Ово мјесто на селу Банчићи је велика туристичка атракција.
Народна библиотека „Др Љубо Михић” у Љубињу, у својим просторијама, има сталну Етнографску поставку „Култура љубињског краја с краја 19. и почетка 20. вијека”. На поставци је изложен велики број предмета, оруђа за рад, предмета за покућство, предмета за обраду млијека, вуне, те хоризонтални стан с краја 19. вијека. Такође су изложене ношње карактеристичне за подручје Љубиња и љубињских села. Свакако туристички занимљив кутак.